# Glareola
Glareola es un género de aves caradriformes de la familia Glareolidae conocidas vulgarmente como canasteras.

## Especies
Se reconocen siete especies de Glareola:
- Glareola pratincola
- Glareola maldivarum
- Glareola nordmanni
- Glareola ocularis
- Glareola nuchalis
- Glareola cinerea
- Glareola lactea